# Art Fact

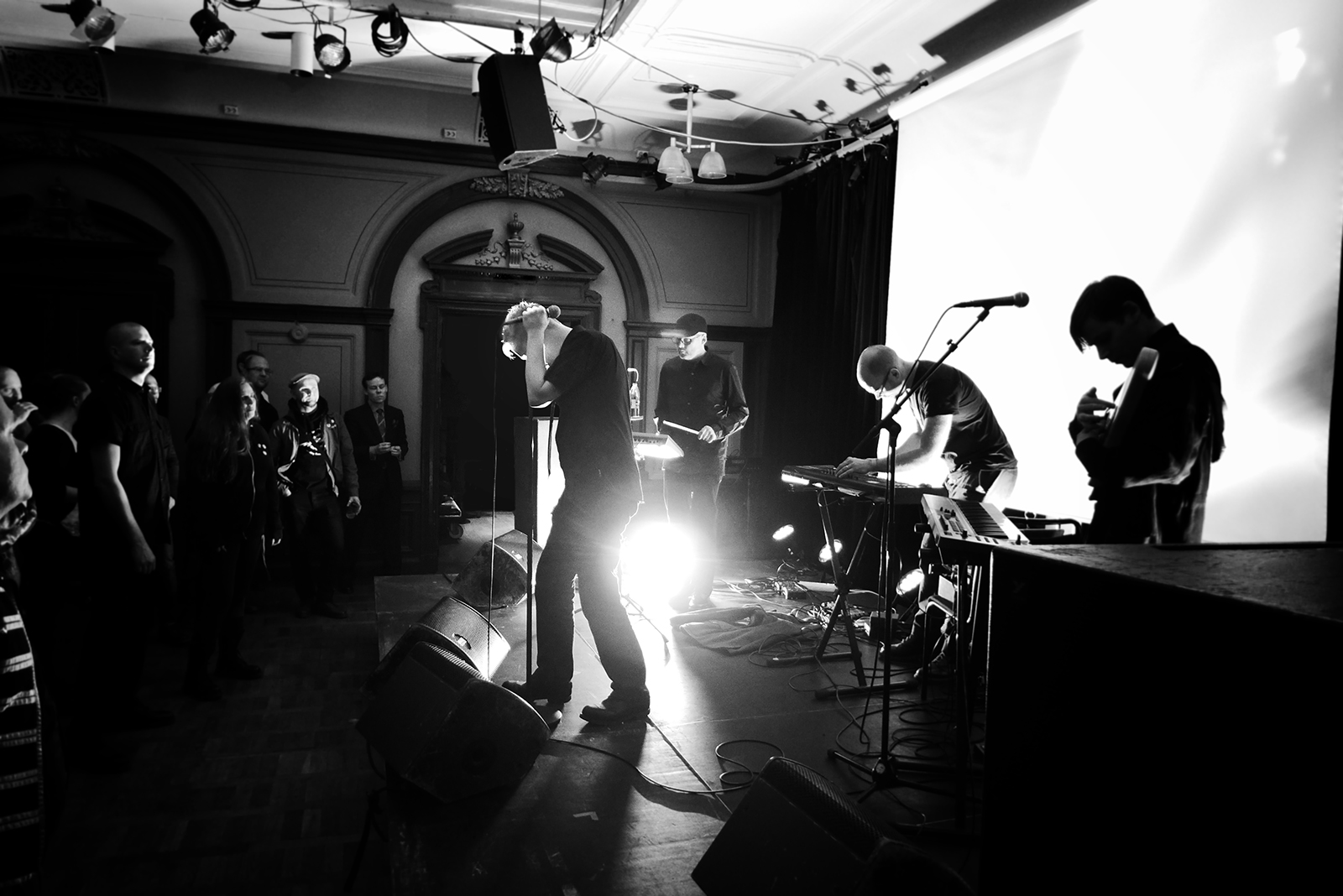
Art Fact live på Nalen 2013

Art Fact var en svensk musikgrupp i genren syntpop som bestod av Måns Jonasson, Anders Ljung, Jonas Embring och Olle Söderström. Bandet bildades i mitten på 1980-talet i Stockholm och splittrades 1994. 
När Jonasson, Söderström och Embring gick i samma klass på Adolf Fredriks musikklasser på 1980-talet bildades bandet tillsammans med Ljung. Under de första åren experimenterade det unga bandet med elektronisk musik skapad på begränsad utrustning i en genre som senare kommit att kallas minimal wave. År 1990 släpptes den första releasen på demokassett, "In Fact" som bland annat innehöll låten "Rain in the South" som kom att bli bandets största framgång, många år senare.
År 1991 släpptes den andra releasen "Nowadays" och året efter "The Nuclear Princess" som kom att bli bandets sista officiella release. Bandet medverkade även på två samlingar med syntmusik som släpptes av svenska skivbolaget Memento Materia.
År 2012 utgavs samlingsskivan "And the Seasons Changed" på det svenska skivbolaget Dödsdans Rekords som en dubbelvinyl med ett flertal av gruppens låtar från de tre kassetterna. Samma år medverkade Art Fact med låten "Rain in the South" på samlingsskivan "Hidden Tapes" från amerikanska skivbolaget Minimal Wave Records vilket för första gången spred Art Fact till en större publik. Låten har sedan dess publicerats på flera samlingsskivor.
Bandet återförenades tillfälligt under 2013 och 2014 för att göra ett antal spelningar, bland annat på festivalen Kalabalik på Tyrolen i Blädinge år 2014. Det uppdaterade soundet på de gamla låtarna återskapade för 2010-talet spelades in till releasen "Closure" 
som släpptes 2016.

## Diskografi

### Album
- In Fact (1990)[1]
- Nowadays (1991)[2]
- The Nuclear Princess (1992)[3]
- Closure (2014)[7]

### Samlingar
- And the Seasons Changed (2012, Dödsdans Rekords, Vinyl)[4]

### Medverkar på
- Illuminative (1992, Memento Materia, CD)[8]
- Autumn Leaves (1992, Memento Materia, CD)[9]
- Get Electrofied! (2006, Memento Materia, CD)[10]
- The Hidden Tapes (2011, Minimal Wave Records, CD)[5]